# Call of Duty
Call of Duty és una sèrie de videojocs en primera persona (FPS), d'estil bèl·lic, creada per Ben Chichoski, desenvolupada principal i inicialment per Infinity Ward, i distribuïda per Activision.
La franquícia va començar per a Ordinador personal i posteriorment va ser expandint-se cap a videoconsoles de sisena i setena generació, tant de sobretaula com a portàtils, arribant així, a llançar diversos jocs derivats de forma gradual amb la sèrie principal. La sèrie inicialment s'ambientava en la Segona Guerra Mundial, relatant personatges i combats esdevinguts durant aquest conflicte bèl·lic. Això va ser canviant fins a l'actualitat, on els arguments succeeixen en ambients contemporanis i ficticis, com es pot veure en Call of Duty: Black Ops, en la Guerra Freda, com es veu en Call of Duty 4: Modern Warfare, Call of Duty: Modern Warfare 2, i Call of Duty: Modern Warfare 3 en la Tercera Guerra Mundial, i en els futurs tecnològics en Call of Duty: Black Ops 2, Call of Duty: Advanced Warfare i Call of Duty: Black Ops 3. Els DLC són llançats abans en les consoles Xbox des del Call of Duty 4: Modern Warfare fins al Call of Duty: Advanced Warfare,
La saga ha gaudit d'un gran èxit comercial i crític el qual ha anat augmentant des de la seva creació fins a l'actualitat. Call of Duty ha aconseguit grans guanys en la indústria dels videojocs, venent 55 milions de còpies totals dels seus jocs, recaptant més de 3 mil milions de dòlars, creant a més altres productes de la franquícia, incloent figures d'acció, Joc de cartes i una mini-sèrie de Comic book D'igual forma, la sèrie ha estat objecte de crítiques i controvèrsies des de la seva creació, fins a l'actualitat.

## Jocs
- Call of Duty: És el primer títol de la franquícia, que a més es va dir com la sèrie, i va ser llançat per a les videoconsoles de sisena generació. El joc és el successor espiritual del videojoc Medal of Honor: Allied Assault que va ser desenvolupat per 2015 Inc. (els antics empleats del qual van crear l'estudi de Infinity Ward), que simula la infanteria combinada amb l'armes de la Segona Guerra Mundial.
- Call of Duty 2: Succeeix al primer lliurament. Va ser desenvolupat per Infinity Ward, amb la col·laboració de Pi Studios, i publicat al mercat el 4 de novembre de 2005 para PC, un mes més tard ho va fer per Xbox 360 simultàniament amb la sortida d'aquesta videoconsola. Igual que el seu predecessor està basat en la Segona Guerra Mundial.
- Call of Duty 3: És el tercer lliurament de la sèrie Call of Duty. El títol va ser publicat al mercat tant en les consoles de nova generació (Xbox 360, PlayStation 3 i Wii) com en Xbox i PlayStation 2. Igual que els anteriors títols, està basat en la Segona Guerra Mundial.
- Call of Duty 4: Modern Warfare: Considerat el millor per molta gent i desenvolupat per Infinity Ward i distribuït per Activision aquest títol precedit per Call of Duty 3, és el quart títol de la sèrie Call of Duty i la cambra d'aquesta mateixa a ser títol principal. Va ser llançat per Microsoft Windows, Macintosh, PlayStation 3, Xbox 360, Wii i Nintendo DS. La història pren lloc l'any 2011, on un líder radical ha executat al president Al-Fulani que presideix un país sense nom amb localització a Orient Mitjà, i un moviment «ultranacionalista» dona inici a una guerra civil a Rússia. Els conflictes són vists des de la perspectiva d'un grup de la Força de Reconeixement del Cos de Marines dels Estats Units i d'un comando del SAS britànic, establint-se aquests en diversos llocs, incloent-hi Orient Mitjà, Azerbaidjan, Rússia i Prípiat.
- Call of Duty: World at War: Va ser publicat per Microsoft Windows, Wii, PlayStation 3 i Xbox 360. Es van desenvolupar tres continguts de descàrrega, el contingut de la qual incloïa nous mapes multijugador i cooperatiu, entre ells, per a la manera de joc Nazi zombies. L'ambientació de World at War se situa durant la Segona Guerra Mundial, i inclou algunes batalles com la de Peleliu, Okinawa i la batalla de Berlín.
- Call of Duty: Modern Warfare 2: És el sisè lliurament de la sèrie Call of Duty i successora directa de Modern Warfare, cambra de la sèrie. La història comença 5 anys després de Modern Warfare. Imran Zakhaev, el antagonista de la primera part, va ser declarat heroi de la nova Rússia i se li va homenatjar amb un monument i posant el seu nom a l'Aeroport Internacional de Moscou-Sheremétievo. Aquesta vegada el jugador assumirà els personatges de Joseph Allen, un soldat dels Rangers Americans, en les primeres missions, per després donar lloc a James Ramírez i el sergent Gary "Roach" Sanderson de la Task Force 141. Aquesta vegada el antagonista principal és Vladimir Makarov, un antic deixeble de Zakhaev, qui després d'un atac terrorista aconsegueix que els Estats Units, el seu país més odiat, sigui envaït per Rússia. Encara que al final del joc el jugador s'adona que no és ell el seu major enemic sinó la persona que menys s'imagina.
- Call of Duty: Black Ops: És el dècim tercer títol de la sèrie Call of Duty, el setè de la mateixa a ser títol principal, i el tercer títol de la sèrie desenvolupat per Treyarch, sent la seqüela directa de l'anterior títol, Call of Duty: World at War. Va ser llançat per Microsoft Windows, Wii, Nintendo DS, PlayStation 3, Xbox 360 i per Mac posteriorment. La història del joc discorre durant la Guerra Freda (majoritàriament durant la Guerra de Vietnam).
- Call of Duty: Modern Warfare 3: Precedit per Call of Duty: Black Ops i seqüela directa de Call of Duty: Modern Warfare 2, és el vuitè títol principal de la sèrie Call of Duty. Va ser llançat per PlayStation 3, Xbox 360, Microsoft Windows, Wii i Nintendo DS. La història del joc comença directament on acaba l'argument de Modern Warfare 2, deixant als Estats Units sota el setge de les forces russes, l'ultranacionalista Vladimir Makarov en llibertat, i els capitans «Soap» MacTavish i John Price ferits i a la fugida juntament amb l'informant rus Nikolai i el soldat Yuri qui juga un rol molt important en el joc. El joc és, cronològicament, l'últim lliurament de la sèrie Modern Warfare, donant fi a l'arc argumental començat en Call of Duty 4: Modern Warfare.
- Call of Duty: Black Ops 2: És el novè joc de la saga Call of Duty i una seqüela del joc de 2010 Call of Duty: Black Ops. El joc va ser llançat en 16.000 tendes a tot el món a la mitjanit del 13 de novembre de 2012. Va aconseguir un rècord de vendes aleshores de 500 milions de dòlars, solament superat per Grand Theft Auto V. s'estableix en un ambient completament futurista; a diferència dels seus dos antecessors, Modern Warfare 3 i Black Ops, que s'establien en un futur proper i en la Guerra Freda, respectivament. La nova ambientació es va descriure com una "Guerra Freda del segle XXI". El joc incluiyó dues línies argumentals, l'any 1980 i en 2025; en aquest últim, Xina i els Estats Units estan embardissats en una guerra a gran escala.
- Call of Duty: Ghosts: La història del joc s'ambienta en un futur proper quan Amèrica del Nord se situa a la vora del col·lapse. Veneçuela i altres països d'Amèrica del Sud s'haurien unit formant una aliança coneguda com 'La Federació' amb l'objectiu d'acabar amb l'hegemonia dels Estats Units, els qui prèviament es van confiar de l'enemic en considerar-los països "inferiors". A causa d'aquest error s'ha pagat un alt preu en permetre que els Estats Units d'Amèrica anessin atacats massivament. Ara, en un intent desesperat, Amèrica del Nord està intentant recuperar el control de la situació, i per a això recorren a un grup especial, els Ghosts.
- Call of Duty: Advanced Warfare: És l'onzè lliurament numèric dins de la mateixa saga i la primera desenvolupada per aquesta companyia. Va ser llançat el 4 de novembre de 2014 per PlayStation 4, Xbox One, Xbox 360, PlayStation 3 i Microsoft Windows. Igual que anteriors titulos, és futur, ja que es basa l'any 2054 on, Atles, una multinacional de caràcter militar s'intenta controlar els exèrcits mundials i paises. El Govern tractarà d'evitar-ho intentant els seus millors homes parar al seu líder, Jonathan Irons, interpretat per l'actor Kevin Spacey.
- Call of Duty: Black Ops 3: És el dotzè lliurament de la saga Call of Duty i la seqüela del videojoc de 2012 Call of Duty: Black Ops 2. Va ser llançat el 6 de novembre de 2015. Desenvolupat per Treyarch per PlayStation 4, Xbox One i PC. Pren lloc 40 anys després dels esdeveniments de Call of Duty: Black Ops 2. El món té lloc en un futur distópico, situat en 2065, on la ciència i la tecnologia han canviat radicalment a l'espècie humana, amb la societat violenta i les protestes i l'intent de detenir el progrés de la tecnologia. La tecnologia militar ha avançat fins al punt que la robòtica té un paper principal, i s'han desenvolupat supersoldados. Els éssers humans estan arribant al punt en el qual són més màquines que éssers humans de carn i os i hi ha moltes especulacions sobre algun tipus d'adquisició per robots.
- Call of Duty: Infinite Warfare: És l'últim videojoc de la saga, que va ser desenvolupat per Infinity Ward i distribuït per Activision. És el videojoc número tretze i va sortir a la venda el 4 de novembre de 2016 per Microsoft Windows, PlayStation 4 i Xbox One.

### Sèrie derivada
- Call of Duty: United Offensive és un pack d'expansió per Call of Duty. Fué desenvolupat per Gray Matter Interactive, amb contribucions de Pi Studios, i distribuït per Activision. Va ser llançat per Microsoft Windows el 14 de setembre de 2004. Des del 13 d'octubre de 2006, el joc també ha estat disponible per a la plataforma de videojocs de Valve, Steam, a causa d'un acord amb el seu distribuïdor, Activision. Continuació del joc original, gran part de la campanya americana està influenciada per la sèrie Band of Brothers. La missió de Sicília està, per la seva banda, inspirada en l'Operació Husky.

- Call of Duty: Finest Hour és un spin-off del videojoc Call of Duty, llançat per a les videoconsoles de sisena generació el 16 de novembre de 2004. El títol està desenvolupat per Gray Matter Interactive i distribuït per Activision. L'argument es basa en tres campanyes: La campanya Soviètica, en la qual es personifica al soldat Aleksandra Sokolov, la tinent Tanya Pavelovna i el tinent Nikolai Badanov; La campanya Anglesa, en la qual ens tocarà jugar com el soldat Edward Carlyle, aquesta campanya es troba ambientada en el front Nord Africà, específicament en la primera i la Segona Batalla del Alamein; i La Campanya Nord-americana, on es personifica al sergent (i posteriorment tinent) Chuck Walker i sergent Sam Rivers, aquesta campanya està ambientada en el front occidental, específicament en camí cap a Berlín, passant per llocs com: el riu Rhin, Bèlgica, Aquisgrà, entre d'altres.

- Call of Duty 2: Big Net One és un spin-off de Call of Duty 2, adaptat per PlayStation 2, Xbox i Nintendo GameCube. Desenvolupat per Treyarch i Gray Matter Interactive, amb la contribució de Pi Studios, i distribuït per Activision. Llançat l'1 de novembre de 2005, Big Net One, a diferència d'altres jocs de la franquícia Call of Duty aquest títol està ambientat en la formació de la 1.ª Divisió d'Infanteria (Estats Units)1.ª Divisió d'Infanteria. El joc cobreix la invasió i alliberament d'Àfrica del Nord; la campanya d'Itàlia, començant per la invasió de Sicília; el desembarcament sobre la platja de Omaha a Europa i dirigint-se cap a l'Est, creuant la Línia Sigfrido cap a Alemanya.

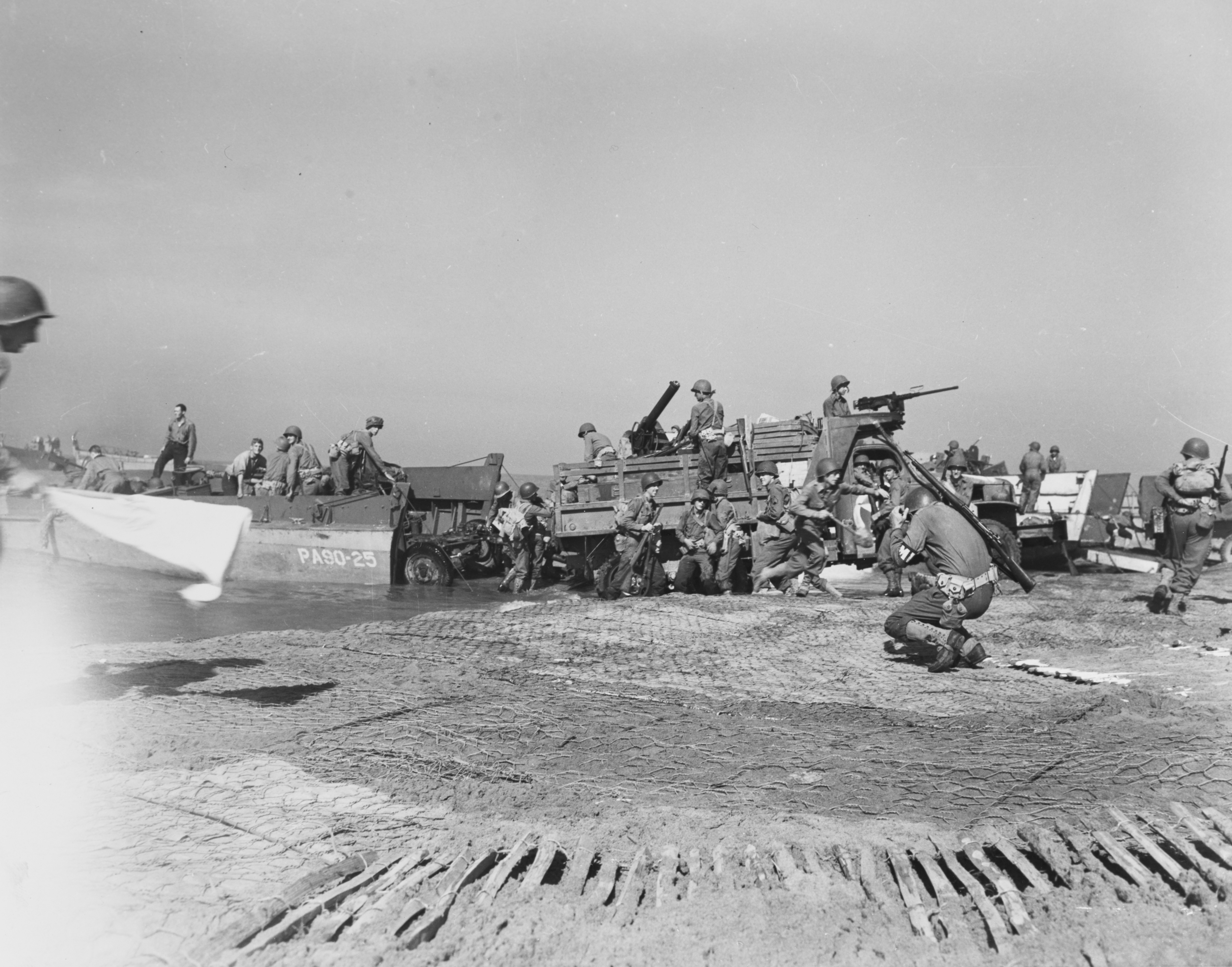
La Campanya d'Itàlia, també coneguda com l'Operació Devessall, és una de la batalles recreades en Call of Duty: Roads to Victory.

- Call of Duty: Roads to Victory és un videojoc desenvolupat per Amaze Entertainment i distribuït per Activision. Call of Duty: Roads to Victory va ser llançat el 14 de març de 2007 i es troba disponible per PlayStation Portable, N-Gage i PocketPC. L'argument tracta de 3 campanyes: La Campanya Nord-americana, en missions com: l'Operació Market Garden, la Campanya d'Itàlia i la Missió Detroit; La Canadenca, tals com: la batalla del Riu Escalda, l'Operació Infatuate i l'Operació Blockbuster; i La Campanya Britànica, en missions com: l'Operació Market Garden i l'Operació Varsity. En la campanya es juga amb 3 diferents soldats aliats, des de diferents perspectives: des de la 82ª Divisió Aerotransportada dels Estats Units; des de l'1.er Exèrcit canadenc; i del Regiment de Paracaigudistes del Regne Unit. Aquest títol és tercer de la sèrie per a plataformes portàtils, és el primer per a N-Gage i el segon a sortir para Pocket PC. La versió de PlayStation Portable va ser durament criticat amb (aproximadament) 60 de 100%. GameSpy ho va puntuar amb 2.5 de 5 estels, assenyalant que la Intel·ligència Artificial del joc va ser "mediocre i ridícula", i va assenyalar que a pesar que el títol té una gran "presentació", posteriorment es torna "mediocre".[2] També es va criticar el fet que el joc presentava massa glitches.[2]

- Call of Duty: World at War: Final Fronts és un spin-off de Call of Duty: World at War, adaptat únicament per PlayStation 2. El títol és completament diferent a l'original, a causa que aquest té les seves pròpies missions, i un argument totalment diferent al de Call of Duty: World at War, on el jugador assumeix a Joe Miller, un soldat nord-americà del Cos de Marines. En l'argument també es troba amb el sergent Roebuck i el cap Polonsky, els quals tindran les mateixes veus que en el títol original, no obstant això, la seva aparença és lleugerament diferent. El videojoc està ambientat en la batalla de les Ardenas, a Bèlgica i Alemanya; a més, conté una campanya britànica, ambientada en el riu Rin, cap a Alemanya. Està desenvolupat per Rebellion Developments i distribuït per Activision. Llançat l'11 de novembre de 2008. A diferència de la versió per a les Videoconsoles de setena generació, aquesta va rebre la classificació "Teen", des de la ESRB.[3] Est és l'últim títol de la sèrie Call of Duty a ser llançat per PlayStation 2.

- Call of Duty 4: Modern Warfare DS: Va ser llançat el 9 de novembre de 2007. El joc vària les seves missions, successos i els personatges que les versions per Microsoft Windows, PlayStation 3, Xbox 360. Compta amb un personatge Nord-americà i un altre britànic.

- Call of Duty: Modern Warfare: Mobilized és un spin-off de Call of Duty: Modern Warfare 2, adaptat únicament per Nintendo DS. El títol va ser publicat el 10 de novembre de 2009. Està desenvolupat per n-Space i distribuït per Activision.[4]
- Call of Duty: World at War: "Nazi zombies". El videojoc va ser llançat el 16 de novembre de 2009, i està desenvolupat per Ideaworks Game Studio, i publicat per Activision, està disponible únicament per iOS.[5]

- Call of Duty: Black Ops: Zombies és un spin-off basat en la manera "Nazi Zombies" del joc Call of Duty: Black Ops. Va ser llançat únicament per a les plataformes iOS i Android, igual que la seva antecessora. Aquesta aplicació consta de tres mapes per jugar sol o Co-op els quals són: Kino Der Toten, Ascension i Call of the Dead.

- Call of Duty: Online és un joc Multijugador massiu en línia de Trets en primera persona desenvolupat per Tencent i Activision Xangai per ser jugador exclusivament a la regió de la Xina. Aquest joc reutilitza elements de 3 jocs principals de la sèrie i compta amb una campanya orientada entre els successos de Call of duty Modern Warfare 1 i 2.

### Edicions especials
Call of Duty: The War Collection és una compilació de Call of Duty 2, Call of Duty 3 i Call of Duty: World at War. Aquesta compilació es troba disponible únicament per Xbox 360.• Call of Duty Modern Warfare 3 • Call of Duty Black Ops II: La saga contínua en el futur, tots han creat maquines per a la guerra eficaces i potents, però si s'utilitzen malament es pot causar una gran catàstrofe.

### Expansions
Call of Duty: United Offensive és una expansió del primer títol de la sèrie, Call of Duty. Aquesta va ser el 14 de setembre de 2004. El títol està desenvolupat per Gray Matter Interactive, juntament amb contribucions de Pi Studios; i distribuïda per Activision per Microsoft Windows, i per Aspyr Mitjana per Mac US X. El videojoc està ambientat en batalles com: la Batalla de les Ardenas, a Bèlgica; la batalla de Kursk, a Rússia; i l'Operació Husky, a Sicília, Itàlia. S'hi personifica novament a 3 soldats de les potències aliades de la Segona Guerra Mundial: Estats Units (com el cap Scott Riley); Regne Unit (com el sergent James Doyle); i la Unió Soviètica (com el soldat Yuri Petrenko).

## Elements característics de la sèrie

### Temàtica

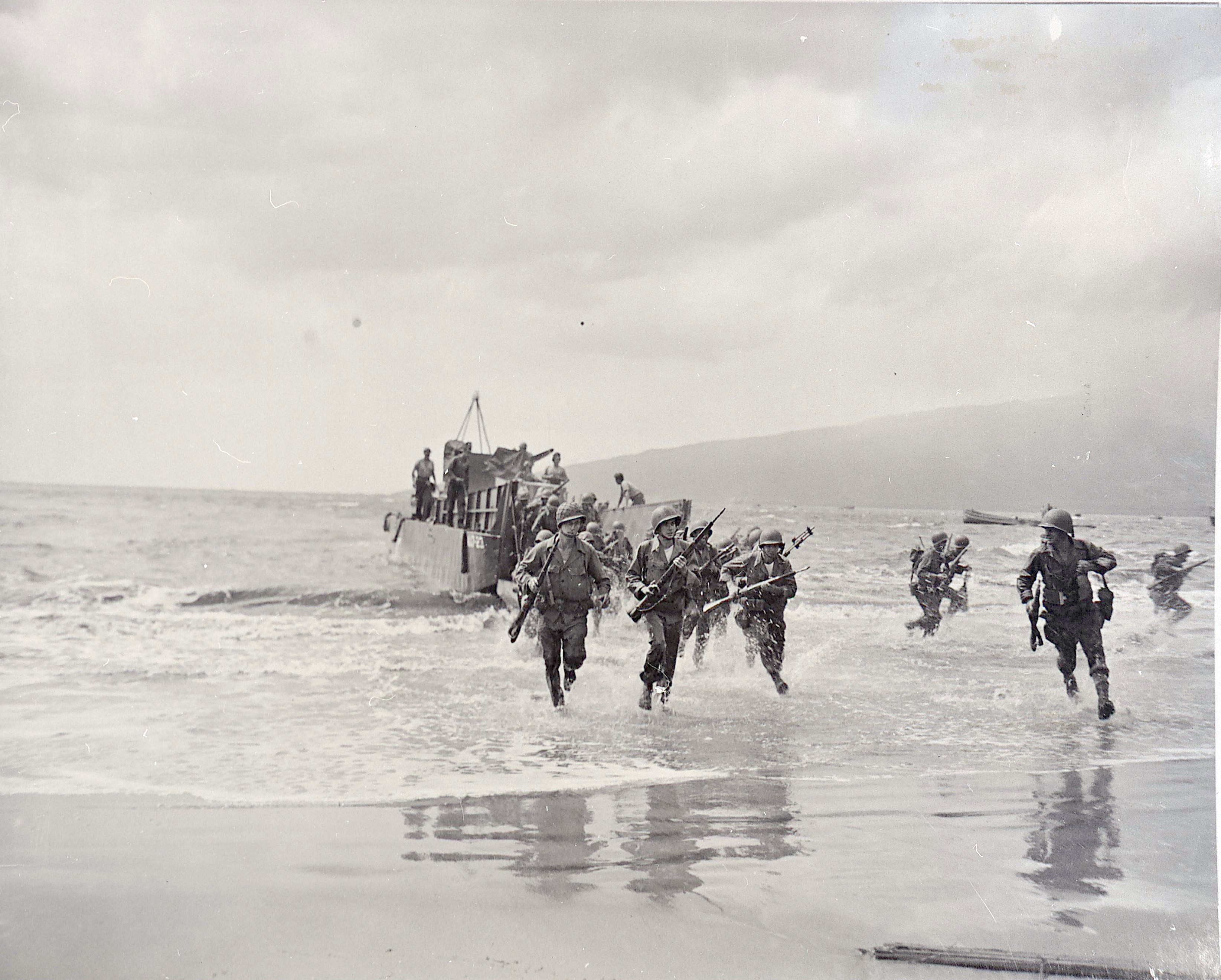
Call of Duty: World at War és el primer títol de la sèrie a representar el front del Pacífic en la 2° Guerra Mundial, entre les seves batalles es troba la batuda de Makin.

Els primers títols d'aquesta saga de videojocs de trets en primera persona, que van des de l'original Call of Duty fins a Call of Duty 3, estan ambientats en la Segona Guerra Mundial i basats en fets històrics, alguns molt coneguts, com el desembarcament a Normandia o la defensa del territori rus per part de l'Exèrcit Rojo, recreant les batalles més importants, portant al jugador per una sèrie d'escenaris d'Europa i el Nord d'Àfrica, i sempre en la pell d'un soldat anglès, nord-americà o soviètic; i en menors ocasions, francès o canadenc.
El canvi radical succeeix en el quart títol principal de la sèrie, Call of Duty 4: Modern Warfare, que deixa enrere la Segona Guerra Mundial per ambientar-se en un conflicte bèl·lic actual, que encara que fictici, el qual intenta reflectir correctament el caràcter dels enfrontaments moderns. Té com a escenaris Europa Oriental i Orient Mitjà on el jugador encarna a membres del Special Air Service britànic i del Cos de Marines nord-americà. En aquests escenaris el jugador enfrontarà a grups terroristes russos.
El següent títol, Call of Duty: World at War, torna a l'escenari de la Segona Guerra Mundial. A conseqüència d'això gran part del públic es va veure decebut per aquest fet, a causa del fet de no haver continuat amb l'argument de Call of Duty 4: Modern Warfare, no obstant això, el títol ha estat molt bé rebut per la crítica, que va elogiar el gran treball realitzat per Treyarch. Les principals característiques del títol, són el fet de centrar-se principalment en els conflictes esdevinguts en el Pacífic (que solament havien estat representats en Medal of Honor: Pacific Assault i Medal of Honor: Rising Sun) i el realisme implementat en les batalles, que afegeix a la clàssica jugabilitat de la saga, més sang als impactes de bala, amputacions, incineracions, i en general una temàtica més crua i realista a la Guerra.
El següent títol, Call of Duty: Modern Warfare 2, és una seqüela del Modern Warfare original, una organització militar fictícia del videojoc.
El seu posterior títol, Call of Duty: Black Ops, per primera vegada en la saga, pren lloc en la Guerra Freda i és la seqüela de l'anterior Call of Duty desenvolupat per Treyarch, Call of Duty: World at War, on tornen personatges ja coneguts, entre ells, Dimitri Petrenko i Viktor Reznov, aquest últim, tenint un rol significatiu en el títol, a causa que és un dels personatges primaris en l'argument del videojoc.
L'últim joc de la saga, Modern Warfare 3, segueix la història on ho va deixar MW2. En el veurem a personatges ja coneguts, com la Task Force 141 o Makarov, lluitant en una fictícia 3ª Guerra Mundial. També controlarem a tres personatges nous, Derek "Frost" Westbrook, membre de la Delta Force, Yuri, un ex-membre del Spetsnaz i antic company de Makarov i a Andrei Harkov, un guardaespatlles del president rus Volshevsky.

### Elements històrics

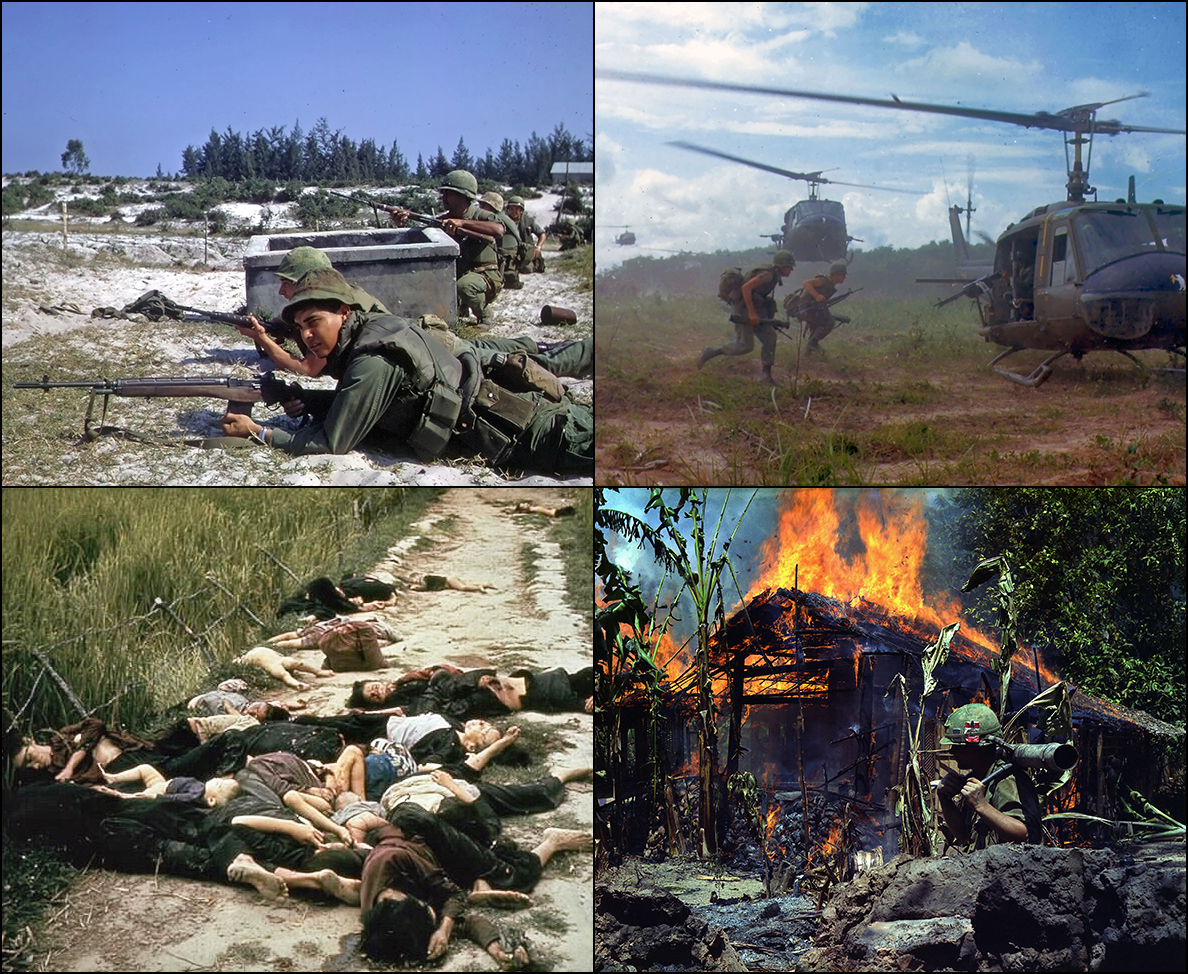
Call of Duty: Black Ops és el primer títol de la sèrie a ambientar-se en la Guerra de Vietnam.

Les fases de desenvolupament dels primers títols de la sèrie Call of Duty solen ser els mateixos. Gairebé tots els títols, en estar centrats en la Segona Guerra Mundial i les seves batalles. L'objectiu de tots els títols és bàsic: reviure les batalles més importants d'aquesta guerra, comunament amb un soldat britànic, nord-americà o rus. Exemples clars són: El desembarcament de Normandia per part dels Estats Units, i la Batalla de Stalingrado, en està jugant amb Rússia, com es mostra en Call of Duty 2; La Batalla de les Ardenas, a Bèlgica, com es mostra en Call of Duty: United Offensive; la primera i Segona Batalla del Alamein, com es mostra en Call of Duty: Finest Hour; i l'Operació Market Garden, la Campanya d'Itàlia, la batalla del Riu Escalda i l'Operació Varsity, la cuales són ambientades en Call of Duty: Roads to Victory, entre d'altres. També hi ha ús de les batalles fictícies, com es veu en Call of Duty: Modern Warfare 2, on s'ambienten llocs com: Washington D. C., Kazakhstan, L'Aeroport Internacional de Moscou-Sheremétievo, Rio de Janeiro, Afganistan, entre d'altres, on es creen batalles actuals, però fictícies. Finalment, Call of Duty: Black Ops implementa batalles en la Guerra Freda, alguna cosa mai abans vist, representant escenaris en els Anys 60', tals com: Laos i Khe Sanh (bàsicament en la Guerra de Vietnam), Cuba i L'Àrtic, també s'ha de ressaltar el fet de les operacions encobertes darrere de les línies enemigues.

### Música
Al llarg de la sèrie, hi ha hagut diversos compositors a càrrec de les bandes sonores de tots els títols. Els dos primers compositors: Justin Skomarovsky i Michael Giacchino, van estar a càrrec del primer títol de la saga, Call of Duty. Aquest últim també va estar a càrrec de Call of Duty: Finest Hour (spin-off de Call of Duty). Curiosament, Michael Giacchino posteriorment va començar a ser compositor per a videojocs de Electronic Arts, entre ells la sèrie Medal of Honor i el videojoc Black. En Call of Duty 2, la música va ser composta per Graeme Revell, el qual també ha estat el compositor per a pel·lícules com Les Cròniques de Riddick i Sense City; i la sèrie CSI: Miami. En el posterior títol, Call of Duty 3, la banda sonora va quedar en mans de Joel Goldsmith, reconegut de la franquícia Stargate. La banda sonora del posterior videojoc, Call of Duty 4: Modern Warfare, va quedar a càrrec de Stephen Barton i Harry Gregson-Williams, aquest últim conegut per compondre la banda sonora de diversos videojocs de la franquícia Metall Gear (tals com: Metall Gear Solid 2: Sons of Liberty, Metall Gear Solid 4: Guns of the Patriots, entre uns altres). Sean Murray és el compositor dels següents dos títols de Treyarch: Call of Duty: World at War i Call of Duty: Black Ops. Mentre que per Call of Duty: Modern Warfare 2, la banda sonora va quedar a càrrec d'Hans Zimmer, conegut de pel·lícules com: Black Hawk Derrocat; Missió Impossible II; la segona i tercera pel·lícula de la saga tetralógica, Pirates del Carib; Els Simpson: la pel·lícula; entre d'altres. En Call of Duty: Black Ops 2, en Plaza, un mapa de la manera multijugador es pot escoltar una cançó de Skrillex. En Call of Duty: Ghosts, Eminem, va fer la cançó oficial del joc que es diu "Survival", que s'escolta al final del joc, en els crèdits.

## Acolliment
| Joc                                     | Metacritic | IGN      | GameRankings |
| --------------------------------------- | ---------- | -------- | ------------ |
| Call of Duty                            | 91%        | 9,3/10   | 91,71%       |
| Call of Duty: United Offensive          | 87%        | 8,4/10   | 86,87%       |
| Call of Duty: Finest Hour               | 76%        | 7,3/10   | 77,18%       |
| Call of Duty 2                          | 89%        | 9,0/10   | 89,82%       |
| Call of Duty 2: Big Net One             | 77%        | 8,0/10   | 79,90%       |
| Call of Duty 3                          | 82%        | 8,8/10   | 82,51%       |
| Call of Duty: Roads to Victory          | 64%        | 6,6/10   | 64,65%       |
| Call of Duty: Sharp Trigger             | 90%-       | 56,66% - |              |
| Call of Duty 4: Modern Warfare          | 94%        | 9,4/10   | 94,08%       |
| Call of Duty: World at War              | 84%        | 9,2/10   | 85,73%       |
| Call of Duty: World at War Final Fronts | 68%        | 4,5/10   | 67,50%       |
| Call of Duty: Modern Warfare 2          | 94%        | 9,5/10   | 93,39%       |
| Call of Duty: Modern Warfare: Mobilized | 73%        | 8,0/10   | 74,50%       |
| Call of Duty: World at War: Zombies     | -          | 7,0/10   | 80,00%       |
| Call of Duty: Black Ops                 | 87%        | 8,5/10   | 87,78%       |
| Call of Duty: Modern Warfare 3          | 88%        | 9/10     | 88,22%       |
| Call of Duty: Black Ops II              | 88%        | 9/10     | 88,22%       |
| Call of Duty: Ghosts                    | 74%        | 8,8/10   | 77,35%       |
| Call of Duty: Advanced Warfare          | 83%        | 9,1/10   |              |
| Call of Duty: Black Ops III             | 78%        | 9,2/10   | 74,5%        |

La franquícia de Call of Duty és considerada un èxit, la qual s'ha incrementat des del seu primer títol, fins avui en dia. Sol ocórrer que cada videojoc de la sèrie, és guardonat amb diversos premis, entre ells, el Millor Videojoc de l'Any. Fins a finals de 2010, la franquícia ha venut més de 55 milions de còpies, la qual cosa dona un total de 3 mil milions de dòlars en vendes.
Així com la seva popularitat en vendes, també té una popularitat en crítiques negatives. Tals crítiques es deuen a la seva violència crua; a l'argument en els seus videojocs, entre d'altres. Un clar exemple és Call of Duty: Modern Warfare 2, el qual és considerat el videojoc més polèmic de la franquícia, i el més controvertit del 2009.
La principal controvèrsia es deu a la quarta missió del videojoc, cridada «No Russian», on el jugador pren el paper d'un soldat nord-americà, "Joseph Allen", sota l'àlies "Alexei Borodin". Aquest es troba infiltrat en un grup terrorista rus per ordres de la CIA, el qual ha d'assassinar multitud de civils a sang freda en un aeroport rus. El jugador pot abstenir-se de prendre part en la massacre, i fins i tot és avisat en començar una nova partida de l'existència d'una missió que pot ferir la sensibilitat d'algunes persones, podent ometre aquesta missió (o saltar-la si ja l'ha començat) sense sofrir penalització alguna, com a pèrdua de punts, o el no obtenir un assoliment dins del sistema de l'usuari (en les versions de Xbox 360 i PlayStation 3, respectivament). Malgrat la possibilitat d'abstenció de la missió, les crítiques no van dubtar a sortir, el videojoc va ser durament criticat per part de Fox News, i també va suposar que "jocs com aquests serveixen per a entrenament terrorista", hagut d'únicament a la missió ja nomenada. Games Radar la va citar com una de les 10 escenes més violentes d'un videojoc, ressaltant el fet de la possibilitat d'acabar amb un escamot anti-disturbis. Des de la sortida del videojoc hi ha hagut un atemptat terrorista real en l'aeroport, on es culpa a Modern Warfare 2 per instigar l'intent d'atemptats. A Rússia, la missió va ser completament censurada per a la versió de computadora personal.
Call of Duty: Black Ops, el següent videojoc en la sèrie, tampoc se salva de les crítiques. Va ser condemnat per mitjans afins al govern de Cuba a causa de l'intent d'assassinat del dictador comunista, Fidel Castro, tot això, en la primera missió del videojoc.
Call of Duty: Modern Warfare 3, llançat en el mes de novembre de 2011, en només 24 hores va acumular vendes per 6,5 milions d'unitats als Estats Units i el Regne Unit, la qual cosa implica un nou rècord de vendes per a la franquícia. No obstant això, les crítiques aquesta vegada no apunten a esdeveniments polèmics que es desenvolupen durant el joc sinó que en diverses pagines d'internet els usuaris han criticat la poca innovació d'aquest nou lliurament, argumentant que el joc no ofereix gens majorment nou. Tanmateix, això no s'ha reflectit en les vendes i, en aquests mateixos fòrums, es pot apreciar cert nombre d'usuaris que defensen la franquícia per la seva diversió i addició de nous elements, encara que reconeixen que no hi ha canvis significatius.

## Curtmetratges
Des del seu llançament en 2003, i mancant una superproducció de Hollywood inspirada en la saga, nombrosos fans han realitzat petites adaptacions o fan films. En 2011 i amb el suport de Activision, el col·lectiu canadenc We Ca Pretend va produir Call of Duty: Operation Kingfish. Es tracta d'un curtmetratge d'acció real que serveix de precuela a Call of Duty: Modern Warfare 2 i en ell es descriu la història de com el Capità Price va acabar ficat en un gulag rus.
De notable èxit a la xarxa són altres títols com: Modern Warfare: Frozen Crossing (produït per Corridor Digital encara que visible al popular canal de Freddie Wong), Call of Duty: Final Hour (ambientat en la II Guerra Mundial) o el més recent Modern Warfare: Sunrise (que té a John Soap MacTavish i al Capità Price com a protagonistes).